# Pantelejmon (Sklawos)
Pantelejmon, imię świeckie Panteleimon Sklavos (ur. 24 sierpnia 1936 w Salonikach) – grecki duchowny prawosławny, tytularny biskup Vriouli.

## Życiorys
6 lipca 1961 otrzymał święcenia kapłańskie. 1 stycznia 1971 roku otrzymał chirotonię jako biskup teopolski. Później był kolejno biskupem Sydney, Melbourne i Adelaide. W 1984 roku ze względu na nieporozumienia z arcybiskupem Australii Stylianem złożył rezygnację. Do czynnej posługi powrócił 9 stycznia 2018, kiedy to mianowano go biskupem Vriouli.